# Хорнобестел-Закс систем
Хорнбостел–Сакс или Сакс–Хорнбостел је систем класификације музичких инструмената који су осмислили Ерих Мориц фон Хорнбостел и Курт Сакс, први пут објављен у часопису Zeitschrift für Ethnologie 1914. године.  Енглески превод је објављен у часопису Галпин друштвени журнал 1961. године.  То је најшире коришћен систем за класификацију музичких инструмената од стране етномузиколога и органолога (људи који проучавају музичке инструменте). Систем је ажуриран 2011. године као део рада пројекта Музеји музичких инструмената на мрежи (МИМО).
Хорнбостел и Сакс су засновали своје идеје на систему који је крајем 19. века осмислио Виктор-Шарл Мајон, кустос музичких инструмената у Бриселском конзерваторијуму.  Мајон је поделио инструменте у четири широке категорије према природи материјала који производи звук: ваздушни стуб; жица; мембрана; и тело инструмента. На овој основи, Хорнбостел и Сакс су проширили Мајонов систем како би омогућили класификацију било ког инструмента из било које културе.
Формално, Хорнбостел–Сакс је моделиран према Дјуијевој децималној класификацији за библиотеке. Има пет класификација највишег нивоа, са неколико нивоа испод њих, што укупно чини преко 300 основних категорија.

## Идиофони (1)
Идиофони првенствено производе своје звукове помоћу вибрација самог тела инструмента, а не жице, мембране или стуба ваздуха. У суштини, ова група укључује све ударачке инструменте осим бубњева, и неке друге инструменте. У Хорнбостел–Сакс класификацији, идиофони се прво категоришу према методи коришћеној за свирање инструмента. Резултат су четири главне категорије: ударни идиофони (11), трзани идиофони (12), фрикциони идиофони (13) и дувани идиофони (14). Ове групе се затим деле према различитим критеријумима. У многим случајевима ове поткатегорије се деле на појединачне примерке и сетове инструмената. Класа идиофона укључује ксилофон, маримбу, глокеншпил и стаклену хармонику.

### Ударни идиофони (11)
Ови идиофони се стављају у вибрацију ударањем, на пример чинеле или ксилофон.

#### Директно ударани идиофони (111)
Извођач врши покрет ударања; било путем механичких посредничких уређаја, удараљки, клавијатура или повлачењем конопаца, итд. Дефинитивно је да извођач може применити јасне, прецизне, појединачне ударце, и да је сам инструмент опремљен за ову врсту перкусије.
- 111.1 Концусиони идиофони или клапери – Два или више комплементарних звучних делова се ударају један о други.
  - 111.11 Концусиони штапови или штапни клапери (клапстик).
  - 111.12 Концусионе плоче или плочасти клапери (паибан).
  - 111.13 Концусиона корита или коритасти клапери (истеривач ђавола).
  - 111.14 Концусиони судови или судски клапери (кашике).
    - 111.141 Кастањете – Природни и издубљени судски клапери.
    - 111.142 Чинеле – Судски клапери са произведеним ободом.

- 111.2 Перкусиони идиофони – Инструмент се удара или не-звучним предметом (рука, штап, ударач) или о не-звучни предмет (људско тело, земља).
  - 111.21 Перкусиони штапови.
    - 111.211 Појединачни перкусиони штапови.
    - 111.212 Сетови перкусионих штапова у низу различитих висина тона комбиновани у један инструмент. – Сви ксилофони, све док њихове звучне компоненте нису у две различите равни.

  - 111.22 Перкусионе плоче.
    - 111.221 Појединачне перкусионе плоче.
    - 111.222 Сетови перкусионих плоча – Примери су литофон и такође већина металофона.

  - 111.23 Перкусионе цеви.
    - 111.231 Појединачне перкусионе цеви.
    - 111.232 Сетови перкусионих цеви.

  - 111.24 Перкусиони судови.
    - 111.241 Гонгови – Вибрација је најјача близу врха.
      - 111.241.1 Појединачни гонгови.
      - 111.241.2 Сетови гонгова.

    - 111.242 Звона – Вибрација је најслабија близу врха.
      - 111.242.1 Појединачна звона.
        - 111.242.11 Звона која стоје са отвором окренутим нагоре (на пример стојеће звоно)
        - 111.242.12 Висећа звона обешена за врх.
          - 111.242.121 Висећа звона без унутрашњих ударача.
          - 111.242.122 Висећа звона са унутрашњим ударачима.

      - 111.242.2 Сетови звона или звона.
        - 111.242.21 Сетови звона која стоје са отвором окренутим нагоре.
        - 111.242.22 Сетови висећих звона обешених за врх.
          - 111.242.221 Сетови висећих звона без унутрашњих ударача.
          - 111.242.222 Сетови висећих звона са унутрашњим ударачима.

  - 111.3 Мешовити сетови директно ударних идиофона

#### Индиректно ударани идиофони (112)
Сам извођач не врши покрет ударања; перкусија настаје индиректно кроз неки други покрет извођача.
- 112.1 Тресени идиофони или звечке – Извођач прави покрет тресења
  - 112.11 Висеће звечке – Перфорирани идиофони су монтирани заједно и тресу се да би ударали један о други.
    - 112.111 Нанизане звечке – Звечећи предмети су нанизани у редове на узици.
    - 112.112 Штапне звечке – Звечећи предмети су нанизани на шипку или прстен.

  - 112.12 Оквирне звечке – Звечећи предмети су причвршћени за носач о који ударају (флексатон).
    - 112.121 Висеће звечке.
    - 112.122 Клизне звечке.

  - 112.13 Звечке у облику посуде – Звечећи предмети затворени у посуди ударају један о други или о зидове посуде, или обично о обоје.

- 112.2 Стругани идиофони – Извођач узрокује покрет стругања директно или индиректно; не-звучни предмет се креће дуж назубљене површине звучног предмета, наизменично се подижући са зуба и ударајући о њих; или еластични звучни предмет се креће дуж површине назубљеног не-звучног предмета да би изазвао низ удараца. Ову групу не треба мешати са групом фрикционих идиофона.
  - 112.21 Стругани штапови.
    - 112.211 Стругани штапови без резонатора.
    - 112.212 Стругани штапови са резонатором.

  - 112.22 Стругане цеви.
    - 112.221 Стругане цеви без резонатора.
    - 112.222 Стругане цеви са резонатором.

  - 112.23 Стругани судови.
    - 112.231 Стругани судови без резонатора.
    - 112.232 Стругани судови са резонатором.

  - 112.24 Стругани точкови – зупчасте звечке или чегртаљке
    - 112.241 Стругани точкови без резонатора.
    - 112.242 Стругани точкови са резонатором.

- 112.3 Раздвојени идиофони – Инструменти у облику две опружне руке повезане на једном крају и које се додирују на другом: руке се раздвајају малим штапом, да би звечале или вибрирале при повратку.

### Трзани идиофони (12)
Трзани идиофони, или ламелафони, су идиофони који се стављају у вибрацију трзањем; примери укључују дромбуљу или мбиру. Ова група је подељена у следеће две категорије:

#### У облику оквира (121)
Ламеле вибрирају унутар оквира или обруча.
- 121.1 Клак идиофони или Крикри – Ламела је изрезбарена на површини љуске воћа, која служи као резонатор.
- 121.2 Гимбарде и дромбуље (тј. "пољубљени" идиофони) – Ламела је монтирана у оквир у облику шипке или плоче и зависи од усне шупљине извођача за резонанцу.
  - 121.21 Идиоглотне гимбарде – Ламела је исечена кроз оквир инструмента (кубинг).
    - 121.211 Појединачне идиоглотне гимбарде.
    - 121.212 Сетови идиоглотних гимбарди

  - 121.22 Хетероглотне гимбарде – Ламела је причвршћена за оквир (Западна дромбуља, коушиан). Данашњи етномузиколози, као што су Маргарет Картоми (страна 173) и Елингсон (докторска дисертација, 1979, стр. 544), могли би подржати сугестију да, у складу са духом оригиналне Хорнбостел–Сакс класификационе шеме, категоризације према ономе што прво производи почетни звук у инструменту, да би претпостављена класа 412.13 требало да се рачуна као ове уместо тога.
    - 121.221 Појединачне хетероглотне гимбарде.
    - 121.222 Сетови хетероглотних гимбарди

  - 121.23 Мешовити сетови гимбарди

#### У облику чешља (122)
Ламеле су привезане за даску или исечене из даске као зуби чешља.
- 122.1 Са привезаним ламелама.
  - 122.11 Без резонатора.
  - 122.12 Са резонатором.
- 122.2 Са исеченим ламелама – Музичка кутија
  - 122.21 Без резонатора.
  - 122.22 Са резонатором.
- 122.3 Мешовити сетови чешљева

### Фрикциони идиофони (13)
Идиофони који се трљају, на пример виолина са ексерима, гудачки инструмент са чврстим комадима метала или дрвета уместо жица.

#### Фрикциони штапови (131)
- 131.1 Појединачни фрикциони штапови.
  - 131.11 Без директног трења.
  - 131.12 Са директним трењем.
- 131.2 Сетови фрикционих штапова.
  - 131.21 Без директног трења.
  - 131.22 Са директним трењем.
  - 131.23 Мешовити

#### Фрикционе плоче (132)
- 132.1 Појединачне фрикционе плоче.
  - 132.11 Без директног трења.
  - 132.12 Са директним трењем.
- 132.2 Сетови фрикционих плоча.
  - 132.21 Без директног трења.
  - 132.22 Са директним трењем.
  - 132.23 Мешовити

#### Фрикциони судови (133)
- 133.1 Појединачни фрикциони судови (на пример певајућа чинија)
  - 133.11 Без директног трења.
  - 133.12 Са директним трењем.
- 133.2 Сетови фрикционих судова.
  - 133.21 Без директног трења.
  - 133.22 Са директним трењем.
  - 133.23 Мешовити

Сетови фрикционих идиофона (134)
- 134.1 Без директног трења.
- 134.2 Са директним трењем.
- 134.3 Мешовити

### Дувани идиофони (14)
Дувани идиофони су идиофони који се стављају у вибрацију кретањем ваздуха, на пример Еолсклавир, инструмент који се састоји од неколико комада дрвета који вибрирају када се ваздух дува на њих помоћу сета мехова. Пиано шантер садржи плоче.

#### Дувани штапови (141)
- 141.1 Појединачни дувани штапови.
- 141.2 Сетови дуваних штапова.
  - Еолодион

#### Дуване плоче (142)
- 142.1 Појединачне дуване плоче.
- 142.2 Сетови дуваних плоча.

Мешовити сетови дуваних идиофона (143)

## Мембранофони (2)
Мембранофони првенствено производе своје звукове помоћу вибрације затегнуте мембране. Ова група укључује све бубњеве и казуе.

### Ударни мембранофони (21)
Ударни бубњеви су инструменти који имају ударну мембрану. Ово укључује већину типова бубњева, као што су тимпани или котлићи, и добош.

#### Директно ударани мембранофони (211)
Инструменти у којима се мембрана удара директно, као што су голе руке, удараљке или клавијатуре.
- 211.1 Инструменти у којима је тело бубња у облику посуде или чиније (котлићи)
  - 211.11 Појединачни инструменти
  - 211.12 Сетови инструмената
- 211.2 Инструменти у којима је тело цевасто (цевасти бубњеви)
  - 211.21 Инструменти у којима тело има исти пречник у средини и на крају (цилиндрични бубњеви)
    - 211.211 Инструменти који имају само једну употребљиву мембрану
      - 211.211.1 Инструменти у којима је крај без мембране отворен
      - 211.211.2 Инструменти у којима је крај без мембране затворен

    - 211.212 Инструменти који имају две употребљиве мембране
      - 211.212.1 Појединачни инструменти
      - 211.212.2 Сетови инструмената

    - 211.213 Мешовити сетови цилиндричних бубњева

  - 211.22 Инструменти у којима је тело у облику бурета (бубњеви у облику бурета)
    - 211.221 Инструменти који имају само једну употребљиву мембрану
      - 211.221.1 Инструменти у којима је крај без мембране отворен
      - 211.221.2 Инструменти у којима је крај без мембране затворен

    - 211.222 Инструменти који имају две употребљиве мембране
      - 211.222.1 Појединачни инструменти
      - 211.222.2 Сетови инструмената

    - 211.223 Мешовити сетови бубњева у облику бурета

  - 211.23 Инструменти у којима је тело у облику пешчаног сата
    - 211.231 Инструменти који имају само једну употребљиву мембрану
      - 211.231.1 Инструменти у којима је крај без мембране отворен
      - 211.231.2 Инструменти у којима је крај без мембране затворен

    - 211.232 Инструменти који имају две употребљиве мембране
      - 211.232.1 Појединачни инструменти
      - 211.232.2 Сетови инструмената

    - 211.233 Мешовити сетови бубњева у облику пешчаног сата

  - 211.24 Инструменти у којима је тело у облику конуса (конусни бубњеви)
    - 211.241 Инструменти који имају само једну употребљиву мембрану
      - 211.241.1 Инструменти у којима је крај без мембране отворен
      - 211.241.2 Инструменти у којима је крај без мембране затворен

    - 211.242 Инструменти који имају две употребљиве мембране
      - 211.242.1 Појединачни инструменти
      - 211.242.2 Сетови инструмената

    - 211.243 Мешовити сетови једноконусних бубњева
    - 211.244 Инструменти у којима је тело двоконусно
      - 211.244.1 Инструменти који имају само једну употребљиву мембрану
        - 211.244.11 Инструменти у којима је крај без мембране отворен
        - 211.244.12 Инструменти у којима је крај без мембране затворен

      - 211.244.2 Инструменти који имају две употребљиве мембране
        - 211.244.21 Појединачни инструменти
        - 211.244.22 Сетови инструмената

    - 211.245 Мешовити сетови двоконусних бубњева
    - 211.246 Мешовити сетови конусних бубњева

  - 211.25 Инструменти у којима је тело у облику пехара (бубњеви у облику пехара)
    - 211.251 Инструменти који имају само једну употребљиву мембрану
      - 211.251.1 Инструменти у којима је крај без мембране отворен
      - 211.251.2 Инструменти у којима је крај без мембране затворен

    - 211.252 Инструменти који имају две употребљиве мембране
      - 211.252.1 Појединачни инструменти
      - 211.252.2 Сетови инструмената

    - 211.253 Мешовити сетови бубњева у облику пехара

  - 211.26 Мешовити сетови цевастих бубњева
- 211.3 Инструменти у којима дубина тела није већа од радијуса мембране (рамски бубњеви).
  - 211.31 Инструменти који немају дршку
    - 211.311 Инструменти који имају само једну употребљиву мембрану
    - 211.312 Инструменти који имају две употребљиве мембране

  - 211.32 Инструменти који имају дршку
    - 211.321 Инструменти који имају само једну употребљиву мембрану
    - 211.322 Инструменти који имају две употребљиве мембране

#### Тресени мембранофони (212)
Инструменти који се тресу, при чему мембрану вибрирају предмети унутар бубња (звечећи бубњеви).

### Трзани мембранофони (22)
Инструменти са жицом причвршћеном за мембрану, тако да када се жица трза, мембрана вибрира (трзани бубњеви). Неки коментатори сматрају да би инструменти у овој класи требало да се сматрају кордофонима (види доле).

### Фрикциони мембранофони (23)
Инструменти у којима мембрана вибрира као резултат трења. Ово су бубњеви који се трљају, а не ударају.

#### Фрикциони бубњеви са штапом (231)
Инструменти у којима се мембрана вибрира помоћу штапа који се трља или се користи за трљање мембране.
- 231.1 Инструменти у којима је штап уметнут у отвор на мембрани.
  - 231.11 Инструменти у којима се штап не може померати и подвргнут је трљању, изазивајући трење на мембрани.
  - 231.12 Инструменти у којима је штап делимично покретан и може се користити за трљање мембране.
  - 231.13 Инструменти у којима је штап слободно покретан и користи се за трљање мембране.
- 231.2 Инструменти у којима је штап везан усправно за мембрану.

#### Фрикциони бубањ са ужетом (232)
Инструменти у којима се уже, причвршћено за мембрану, трља.
- 232.1 Инструменти у којима се бубањ држи непокретно током свирања.
  - 232.11 Инструменти који имају само једну употребљиву мембрану.
  - 232.12 Инструменти који имају две употребљиве мембране.
- 232.2 Инструменти у којима се бубањ окреће ужетом, које се трља у урезу на штапу који држи извођач.

#### Ручни фрикциони бубњеви (233)
Инструменти у којима се мембрана трља руком.

### Певајуће мембране (казу) (24)
Ова група укључује казу, инструменте који сами не производе звук, већ модификују друге звукове помоћу вибрирајуће мембране.

#### Слободни казу (241)
Инструменти у којима мембрана вибрира непрекинутим стубом ветра, без коморе.

#### Цевни или судски казу (242)
Инструменти у којима је мембрана смештена у кутију, цев или други контејнер.

## Кордофони (3)
Кордофони првенствено производе своје звукове помоћу вибрације жице или жица које су растегнуте између фиксних тачака. Ова група укључује све инструменте који се у западној култури називају жичаеним инструментима, као и многе (али не све) клавијатурне инструменте, попут клавира и чембала.

### Једноставни кордофони илицитре(31)
Инструменти који су у суштини само жица или жице и носач жица. Ови инструменти могу имати резонаторску кутију, али њено уклањање не би требало да онемогући свирање инструмента, иако може резултирати знатно другачијим звуком. У ову групу спадају клавир, као и друге врсте цитри попут котоа и музичких лукова.

#### Штапне цитре(311)
Носач жица је у облику штапа.
- 311.1 Музички лукови – Носач жица је флексибилан (и закривљен).
  - 311.11 Идиокордни музички лукови – Жица је исечена из коре трске, остајући причвршћена на оба краја.
    - 311.111 Моно-идиокордни музички лукови – Садрже само једну жицу.
    - 311.112 Поли-идиокордни музички лукови или лукови-харфе – Садрже неколико жица које пролазе преко неке врсте моста.

  - 311.12 Хетерокордни музички лукови – Жица је од одвојеног материјала у односу на носач.
    - 311.121 Моно-хетерокордни музички лукови – Лук има само једну хетерокордну жицу.
      - 311.121.1 Без резонатора.
        - 311.121.11 Без петље за штимовање.
        - 311.121.12 Са петљом за штимовање.

      - 311.121.2 Са резонатором.
        - 311.121.21 Са независним резонатором.
          - 311.121.211 Без петље за штимовање.
          - 311.121.212 Са петљом за штимовање.

        - 311.121.22 Са причвршћеним резонатором.
          - 311.121.221 Без петље за штимовање.
          - 311.121.222 Са петљом за штимовање.

    - 311.122 Поли-хетерокордни музички лукови – Лук има неколико хетерокордних жица.
      - 311.122.1 Без петље за штимовање.
      - 311.122.2 Са петљом за штимовање.
- 311.2 Штапне цитре – Са крутим носачем жица.
  - 311.21 Музички лук/штап – Носач жица има један крути и један флексибилан крај.
  - 311.22 Праве штапне цитре – Округли штапови који су случајно шупљи не спадају у цевне цитре, већ су округле штапне цитре; међутим, инструменти у којима се цевна шупљина користи као прави резонатор, попут модерне мексичке харпе, су цевне цитре.

#### Цевне цитре (312)
Носач жица је засвођена површина.
- 312.1 Целокупне цевне цитре – Носач жица је комплетна цев.
  - 312.11 Идиокордне цевне цитре.
    - 312.111 Без додатног резонатора.
    - 312.112 Са додатним резонатором.

  - 312.12 Хетерокордне цевне цитре.
    - 312.121 Без додатног резонатора.
    - 312.122 Са додатним резонатором.
- 312.2 Полуцевне цитре – Жице су растегнуте дуж конвексне површине олука.

#### Сплавне цитре (313)
Носач жица се састоји од трски везаних заједно на начин сплава.
- 313.1 Идиокордне сплавне цитре.
  - 313.11 Без додатног резонатора.
  - 313.12 Са додатним резонатором.
- 313.2 Хетерокордне сплавне цитре.
  - 313.21 Без додатног резонатора.
  - 313.22 Са додатним резонатором.

#### Дашчане цитре (314)
Носач жица је даска.
- 314.1 Праве дашчане цитре.
  - 314.11 Без резонатора
  - 314.12 Са резонатором
    - 314.121 Са резонатором у облику чиније
    - 314.122 Са резонатором у облику кутије – клавир припада овој подгрупи
    - 314.123 Са резонатором у облику цеви
- 314.2 Варијације плочастих цитри
  - 314.21 Земљане цитре
    - 314.211 Без резонатора
    - 314.212 Са резонатором
      - 314.212.1 Са резонатором у облику чиније
      - 314.212.2 Са резонатором у облику кутије
      - 314.212.3 Са резонатором у облику цеви

  - 314.22 Харфасте цитре
    - 314.221 Без резонатора
    - 314.222 Са резонатором
      - 314.222.1 Са резонатором у облику чиније
      - 314.222.2 Са резонатором у облику кутије
      - 314.222.3 Са резонатором у облику цеви

#### Коритасте цитре(315)
Жице су затегнуте преко отвора корита.
- 315.1 Без резонатора
- 315.2 Са резонатором

#### Оквирне цитре(316)
Жице су затегнуте преко отвореног оквира.
- 316.1 Без резонатора
- 316.2 Са резонатором

### Сложени кордофони (32)
Акустични и електро-акустични инструменти који имају резонатор као саставни део инструмента, и електрични кордофони са чврстим телом. Ово укључује већину западних жичаних инструмената, укључујући инструменте типа лаута као што су виолина и гитара, и харфе.

#### Лауте (321)
Раван жица је паралелна са површином резонатора.
- 321.1 Лауте са луком – Свака жица има свој флексибилни носач
- 321.2 Лауте са јармом или лире – Жице су причвршћене за јарам који лежи у истој равни као и звучна плоча и састоји се од два крака и попречне шипке
  - 321.21 Лире са чинијом
  - 321.22 Лире са кутијом
- 321.3 Лауте са дршком – Носач жица је обична дршка
  - 321.31 Шиљасте лауте
    - 321.311 Шиљасте лауте са чинијом
    - 321.312 Шиљасте лауте са кутијом
    - 321.313 Шиљасте лауте са цеви
    - 321.314 Шиљасте лауте са оквиром

  - 321.32 Лауте са вратом
    - 321.321 Лауте са вратом и чинијом – Мандолина, Балалајка, итд.
    - 321.322 Лауте са вратом и кутијом – Гитара, Виолина, итд.

  - 321.33 Лауте са језичком или полу-шиљасте лауте
    - 321.331 Лауте са језичком и чинијом
    - 321.332 Лауте са језичком и кутијом

#### Харфе (322)
Раван жица лежи под правим углом у односу на површину резонатора.
- 322.1 Отворене харфе – Харфа нема стуб
  - 322.11 Лучне харфе
  - 322.12 Угаоне харфе
- 322.2 Оквирне харфе – Харфа има стуб
  - 322.21 Без механизма за штимовање
    - 322.211 Дијатонске оквирне харфе
      - 322.211.1 Са свим жицама у једној равни
      - 322.211.2 Са жицама у две равни које се укрштају

    - 322.212 Хроматске оквирне харфе
      - 322.212.1 Са свим жицама у једној равни – Хроматска харфа у линији
      - 322.212.2 Са жицама у две равни које се укрштају – Унакрсно жичана харфа

  - 322.22 Са механизмом за штимовање
    - 322.221 Са ручним механизмом за штимовање – Харфа са полугама
      - 322.221.1 Са свим жицама у једној равни
      - 322.221.2 Са жицама у две равни које се укрштају

    - 322.222 Са педалним механизмом – Педална харфа
      - 322.222.1 Са свим жицама у једној равни
      - 322.222.2 Са жицама у две равни које се укрштају

#### Харфасте лауте (323)
Раван жица лежи под правим углом у односу на звучну плочу; линија која спаја доње крајеве жица била би окомита на врат. Ове имају зарезане мостове.

## Аерофони (4)
Аерофони првенствено производе своје звукове помоћу вибрирајућег ваздуха. Сам инструмент не вибрира, и нема вибрирајућих жица или мембрана.

### Слободни аерофони (41)
Инструменти у којима вибрирајући ваздух није садржан унутар инструмента, на пример, акме сирене или бучалица.

#### Аерофони са измештањем ваздуха (411)
Ваздушна струја удара о оштру ивицу, или се оштра ивица креће кроз ваздух. У оба случаја, према новијим схватањима, долази до периодичног измештања ваздуха на наизменичне бокове ивице. Примери су сечиво мача или бич.

#### Прекидни слободни аерофони (412)
Ваздушна струја се периодично прекида.
- 412.1 Идиофони прекидни аерофони или језичци – Ваздушна струја је усмерена на ламелу, постављајући је у периодичне вибрације како би повремено прекидала струју. У ову групу такође спадају језичци са 'покривачем', тј. цеви у којој ваздух вибрира само у секундарном смислу, не производећи звук већ једноставно додајући пуноћу и боју звуку који настаје вибрацијом језичка; генерално препознатљиви по одсуству рупица за прсте
  - 412.11 Ударни језичци – Две ламеле стварају отвор који се периодично затвара током њихове вибрације.
    - 412.111 Независни парови ударних језичака.
    - 412.112 Упарени сетови ударних језичака

  - 412.12 Перкусивни језичци – Једна ламела удара о оквир.
    - 412.121 Независни перкусивни језичци.
    - 412.122 Сетови перкусивних језичака. – Раније оргуље

  - 412.13 Инструменти са слободним језичком имају језичак који вибрира унутар уског отвора (може бити причвршћена цев, али она треба да вибрира само у складу са језичком, и да нема утицаја на висину тона – инструменти ове класе могу се разликовати од 422.3 по недостатку рупица за прсте).
    - 412.131 Појединачни слободни језичци.
    - 412.132 Сетови слободних језичака – Хармоника, усна хармоника, и цеви са језичком оргуља

  - 412.14 Тракасти језички инструменти – Ваздух удара о оштру ивицу траке под напоном. Акустика овог инструмента до сада није истражена.
    - 412.141 Појединачни тракасти језичци.
    - 412.142 Сетови тракастих језичака

  - 412.15 Мешовити сетови језичака
- 412.2 Не-идиофони прекидни инструменти. Прекидни агент није језичак.
  - 412.21 Ротирајући аерофони (прекидни агент ротира у својој равни и не окреће се око своје осе) – Сиренски диск.
    - 412.211 Независни дискови.
    - 412.212 Сетови дискова

  - 412.22 Вртложни аерофони (прекидни агент се окреће око своје осе) – Бучалица, вртложна цев.
    - 412.221 Независне цеви.
    - 412.222 Сетови цеви

  - 412.23 Сетови дискова и цеви
- 412.3 Мешовити сетови прекидних аерофона

#### Експлозивни аерофони (413)
Звук настаје једним сабијањем и ослобађањем ваздуха. Примери укључују ботиха, гарха, гатам, и уду.
Мешовити сетови слободних аерофона (414)

### Несвободни аерофони (дувачки инструменти у правом смислу) (42)
Вибрирајући ваздух је садржан унутар инструмента. Ова група укључује већину инструмената који се на западу називају дувачки инструменти, као што су флаута или француски рог, као и многе друге врсте инструмената као што су шкољке.

#### Аерофони са ивицом или флауте (421)
Свирач прави траку ваздуха својим уснама (421.1), или се његов дах усмерава кроз канал према ивици (421.2).
- 421.1 Флауте без канала – Свирач сам ствара траку ваздуха својим уснама.
  - 421.11 Флауте са дувањем на крају – Свирач дува на оштру ивицу на горњем отвореном крају цеви.
    - 421.111 Појединачне флауте са дувањем на крају
      - 421.111.1 Отворене појединачне флауте са дувањем на крају – Доњи крај флауте је отворен.
        - 421.111.11 Без рупица за прсте.
        - 421.111.12 Са рупицама за прсте.

      - 421.111.2 Затворене појединачне флауте са дувањем на крају – Доњи крај флауте је затворен.
        - 421.111.21 Без рупица за прсте.
        - 421.111.22 Са рупицама за прсте.

    - 421.112 Сетови флаута са дувањем на крају или панове флауте – Неколико флаута са дувањем на крају различите висине тона комбиновано је да формирају један инструмент.
      - 421.112.1 Отворене панове флауте.
        - 421.112.11 Отворене (сплавасте) панове флауте – Цеви су повезане у облику плоче, или су направљене бушењем цеви у плочи.
        - 421.112.12 Отворене свежњеве (панове) флауте – Цеви су повезане у округли свежањ.

      - 421.112.2 Затворене панове флауте.
        - 421.112.21 Затворене (сплавасте) панове флауте – Цеви су повезане у облику плоче, или су направљене бушењем цеви у плочи.
        - 421.112.22 Затворене свежњеве (панове) флауте – Цеви су повезане у округли свежањ.

      - 421.112.3 Мешовите отворене и затворене панове флауте.
        - 421.112.21 Мешовите (сплавасте) панове флауте – Цеви су повезане у облику плоче, или су направљене бушењем цеви у плочи.
        - 421.112.22 Мешовите свежњеве (панове) флауте – Цеви су повезане у округли свежањ.

  - 421.12 Флауте са бочним дувањем – Свирач дува на оштру ивицу рупе на бочној страни цеви.
    - 421.121 (Појединачне) флауте са бочним дувањем.
      - 421.121.1 Отворене флауте са бочним дувањем.
        - 421.121.11 Без рупица за прсте.
        - 421.121.12 Са рупицама за прсте – Западна концертна флаута.

      - 421.121.2 Делимично затворене флауте са бочним дувањем – Доњи крај цеви је природни чвор цеви пробушен малом рупом.
        - 421.121.21 Без рупица за прсте.
        - 421.121.22 Са рупицама за прсте

      - 421.121.3 Затворене флауте са бочним дувањем.
        - 421.121.31 Без рупица за прсте.
          - 421.121.311 Са фиксним затвореним доњим крајем – (очигледно не постоји).
          - 421.121.312 Са подесивим затвореним доњим крајем – клипне флауте

        - 421.121.32 Са рупицама за прсте.
          - 421.121.321 Са фиксним затвореним доњим крајем
          - 421.121.322 Са подесивим затвореним доњим крајем

    - 421.122 Сетови флаута са бочним дувањем.
      - 421.122.1 Сетови отворених флаута са бочним дувањем.
      - 421.122.2 Сетови делимично затворених флаута са бочним дувањем.
      - 421.122.3 Сетови затворених флаута са бочним дувањем.
        - 421.122.31 Са фиксним затвореним доњим крајем
        - 421.122.32 Са подесивим затвореним доњим крајем
        - 421.122.33 Мешовити

      - 421.122.4 Мешовити сетови затворених флаута са бочним дувањем.

  - 421.13 Флауте у облику посуде (без јасног кљуна) Тело цеви није цевасто већ у облику посуде – Сјун.
- 421.2 Флауте са каналом или флауте са каналом – Уски канал усмерава ваздушну струју на оштру ивицу бочног отвора.
  - 421.21 Флауте са спољним каналом – Канал је изван зида флауте; ова група укључује флауте са каналом урезаним у зиду испод прстенастог рукава и друге сличне аранжмане.
    - 421.211 (Појединачне) флауте са спољним каналом.
      - 421.211.1 Отворене флауте са спољним каналом.
        - 421.211.11 Без рупица за прсте.
        - 421.211.12 Са рупицама за прсте.

      - 421.211.2 Делимично затворене флауте са спољним каналом.
        - 421.211.21 Без рупица за прсте.
        - 421.211.22 Са рупицама за прсте.

      - 421.211.3 Затворене флауте са спољним каналом.
        - 421.211.31 Без рупица за прсте.
        - 421.211.32 Са рупицама за прсте.

    - 421.212 Сетови флаута са спољним каналом.

  - 421.22 Флауте са унутрашњим каналом – Канал је унутар цеви. Ова група укључује флауте са каналом формираним унутрашњом преградом (природни чвор, блок смоле) и спољним покривачем који се веже (трска, дрво, кожа).
    - 421.221 (Појединачне) флауте са унутрашњим каналом.
      - 421.221.1 Отворене флауте са унутрашњим каналом.
        - 421.221.11 Без рупица за прсте – Звиждаљка
        - 421.221.12 Са рупицама за прсте – Блок флаута

      - 421.221.2 Делимично затворене флауте са унутрашњим каналом.
      - 421.221.3 Затворене флауте са унутрашњим каналом.
        - 421.221.31 Без рупица за прсте.
          - 421.221.311 Са фиксним затвореним доњим крајем.
          - 421.221.312 Са подесивим затвореним доњим крајем.

      - 421.221.4 Флауте у облику посуде са каналом.
        - 421.221.41 Без рупица за прсте.
        - 421.221.42 Са рупицама за прсте – Окарина.

    - 421.222 Сетови флаута са унутрашњим каналом.
      - 421.222.1 Сетови отворених флаута са унутрашњим каналом.
        - 421.222.11 Без рупица за прсте – Отворене флаутске цеви оргуља.
        - 421.222.12 Са рупицама за прсте – Двострука фрула.

      - 421.222.2 Сетови делимично затворених флаута са унутрашњим каналом.
      - 421.222.3 Сетови затворених флаута са унутрашњим каналом.
- 421.3 Мешовити сетови флаута

#### Аерофони са језичком (422)
Дах свирача је усмерен на ламелу или пар ламела које периодично прекидају проток ваздуха и узрокују да се ваздух покрене.
- 422.1 Инструменти са двоструким језичком – Постоје две ламеле које ударају једна о другу.
  - 422.11 (Појединачне) обое.
    - 422.111 Са правилним отвором.
      - 422.111.1 Без рупица за прсте.
      - 422.111.2 Са рупицама за прсте. – Обоа, фагот.

    - (422.112 Са неправилним отвором.)

  - 422.12 Сетови обоа.
    - 422.121 Са правилним отвором.
      - 422.121.1 Без рупица за прсте.
      - 422.121.2 Са рупицама за прсте.

    - (422.122 Са неправилним отвором.)
    - (422.123 Са мешовитим отворима.)
- 422.2 Инструменти са једноструким језичком – Цев има један 'језичак' који се састоји од перкусивне ламеле.
  - 422.21 (Појединачни) кларинети.
    - 422.211 Са правилним отвором.
      - 422.211.1 Без рупица за прсте.
      - 422.211.2 Са рупицама за прсте – Западни кларинет.

    - 422.212 Са неправилним отвором – Саксофон.

  - 422.22 Сетови кларинета.
    - 422.221 Са правилним отвором.
      - 422.221.1 Без рупица за прсте.
      - 422.221.2 Са рупицама за прсте.

    - (422.222 Са неправилним отвором.)
    - (422.223 Са мешовитим отворима.)
- 422.3 Цеви са језичком са слободним језичцима – Језичак вибрира кроз [на] уско постављени оквир. Морају постојати рупице за прсте, иначе инструмент припада слободним језичцима 412.13.
  - 422.31 Појединачне цеви са слободним језичцима. – (Бавуу).
  - 422.32 Двоструке цеви са слободним језичцима. – (Хулуси).
- (422.4 Цеви са језичком са тракастим језичцима – Иако прецизна акустика 412.14 још увек није позната, због чега још увек није познато да ли инструмент мора имати рупице за прсте да би припадао овој класи уместо 412.14, ипак би требало бити физички могуће ставити тракасти језичак у цев.)
- 422.5 Мешовити сетови цеви са језичком
- 422.6 Цеви са не-идиофоничним прекидачем. Прекидни агент није језичак.
  - 422.61 Ротирајући аерофони (прекидни агент ротира у својој равни и не окреће се око своје осе) – Сиренски дискцеви.
    - 422.611 (Појединачне) дискцеви 
      - 422.611.1 Са правилним отвором 
        - 422.611.11 Без рупица за прсте.
          - 422.611.111 Са независним дисковима
          - 422.611.112 Са сетовима дискова

        - 422.611.12 Са рупицама за прсте
          - 422.611.121 Са независним дисковима.
          - 422.611.122 Са сетовима дискова

      - 422.611.2 Са неправилним отвором
        - 422.611.21 Без рупица за прсте.
          - 422.611.211 Са независним дисковима.
          - 422.611.212 Са сетовима дискова

        - 422.611.22 Са рупицама за прсте
          - 422.611.221 Са независним дисковима.
          - 422.611.222 Са сетовима дискова

    - 422.612 Сетови дискцеви
      - 422.612.1 Са правилним отвором 
        - 422.612.11 Без рупица за прсте.
          - 422.612.111 Са независним дисковима.
          - 422.612.112 Са сетовима дискова

        - 422.612.12 Са рупицама за прсте
          - 422.612.121 Са независним дисковима.
          - 422.612.122 Са сетовима дискова

      - 422.612.2 Са неправилним отвором
        - 422.612.21 Без рупица за прсте.
          - 422.612.211 Са независним дисковима.
          - 422.612.212 Са сетовима дискова

        - 422.612.22 Са рупицама за прсте
          - 422.612.221 Са независним дисковима.
          - 422.612.222 Са сетовима дискова

      - 422.612.3 Са мешовитим отворима
        - 422.612.31 Без рупица за прсте.
          - 422.612.311 Са независним дисковима.
          - 422.612.312 Са сетовима дискова

        - 422.612.32 Са рупицама за прсте
          - 422.612.321 Са независним дисковима.
          - 422.612.322 Са сетовима дискова

  - 422.62 Вртложни аерофони (прекидни агент се окреће око своје осе) – Бучалицацеви, Матрјошка цеви.
    - 422.621 Бучалицацеви
      - 422.621.1 Независне једноструко уметнуте цеви. 
        - 422.621.11 Са истим отвором
          - 422.621.111 Без рупица за прсте.
          - 422.621.112 Са рупицама за прсте

        - 422.621.12 Са супротним отворима
          - 422.621.121 Без рупица за прсте.
          - 422.621.122 Са рупицама за прсте

      - 422.621.2 Сетови једноструко уметнутих цеви
        - 422.621.21 Са истим отвором
          - 422.621.211 Без рупица за прсте.
          - 422.621.212 Са рупицама за прсте

        - 422.621.22 Са супротним отворима
          - 422.621.221 Без рупица за прсте.
          - 422.621.222 Са рупицама за прсте

    - 422.622 Вишеструко уметнуте (Матрјошка) цеви
      - 422.622.1 Са истим отворима 
        - 422.622.11 Без рупица за прсте.
        - 422.622.12 Са рупицама за прсте

      - 422.622.2 Са супротним отворима
        - 422.622.21 Без рупица за прсте.
        - 422.622.22 Са рупицама за прсте

  - 422.63 Сетови дискцеви и Матрјошка цеви
- 422.7 Мешовити сетови прекидних цеви

#### Трубе (423)
Вибрирајуће усне свирача покрећу ваздух.
- 423.1 Природне трубе – Не постоје средства за промену висине тона осим усана свирача. Примери укључују бугле, диџериду, природни рог, и шофар.
  - 423.11 Шкољке – Шкољка служи као труба.
    - 423.111 Са дувањем на крају.
      - 423.111.1 Без усника.
      - 423.111.2 Са усником.

    - 423.112 Са бочним дувањем.
      - 423.112.1 Без усника.
      - 423.112.2 Са усником.

    - 423.113 Сетови шкољки
      - 423.113.1 Са дувањем на крају.
      - 423.113.2 Са бочним дувањем.
      - 423.113.3 Мешовите.

  - 423.12 Цевасте трубе
    - 423.121 Трубе са дувањем на крају – Отвор за уста је окренут према оси трубе.
      - 423.121.1 Равне трубе са дувањем на крају – Цев није ни закривљена ни савијена.
        - 423.121.11 Без усника.
        - 423.121.12 Са усником.

      - 423.121.2 Рогови са дувањем на крају – Цев је закривљена или савијена.
        - 423.121.21 Без усника.
        - 423.121.22 Са усником.

      - 423.121.3 Сетови труба са дувањем на крају
        - 423.121.31 Равне трубе
        - 423.121.32 Рогови са дувањем на крају
        - 423.121.33 Мешовите

    - 423.122 Трубе са бочним дувањем.
      - 423.122.1 Без усника.
      - 423.122.2 Са усником
      - 423.122.3 Сетови труба са бочним дувањем
- 423.2 Хроматске трубе – Висина тона инструмента може се механички мењати
  - 423.21 Трубе са вентилима – Офиклеида.
    - 423.211 Правилан отвор
    - (423.212 Неправилан отвор)
    - 423.213 Сетови труба са вентилима
      - 423.213.1 Правилан отвор
      - (423.213.2 Неправилан отвор)
      - (423.213.3 Мешовити отвори)

  - 423.22 Клизне трубе – Тромбон, базука
    - 423.221 Правилан отвор
    - (423.222 Неправилан отвор)
    - 423.223 Сетови клизних труба
      - 423.223.1 Правилан отвор
      - (423.223.2 Неправилан отвор)
      - (423.223.3 Мешовити отвори)

  - 423.23 Трубе са вентилима – Француски рог, еуфонијум, баритон хорна, труба, туба, и други чланови саксхорн породице. 
    - 423.231 Правилан отвор
    - (423.232 Неправилан отвор)
    - 423.233 Сетови клизних труба
      - 423.233.1 Правилан отвор
      - (423.233.2 Неправилан отвор)
      - (423.233.3 Мешовити отвори)

  - 423.24 Мешовити сетови хроматских труба
- 423.3 Мешовити сетови труба

## Електрофони (5)
- 51. Инструменти са електричним деловањем (нпр. оргуље са електрично контролисаним соленоидним ваздушним вентилима);
- 52. Инструменти са електричним појачањем, као што је Нео-Бехштајн клавир из 1931. године, који је имао 18 уграђених микрофона;
- 53. Радиоелектрични инструменти: инструменти у којима се звук производи електричним средствима.

Пета група највишег нивоа, категорија електрофона, додата је од стране Сакса 1940. године, да опише инструменте који укључују електрицитет. Сакс је поделио своју 5. категорију на 3 поткатегорије: 51=електрично покретани акустични инструменти; 52=електрично појачани акустични инструменти; 53= инструменти који стварају звук првенствено помоћу електрично погоњених осцилатора, као што су теремини или синтисајзери, које је назвао радиоелектричним инструментима. Френсис Вилијам Галпин је обезбедио такву групу у свом сопственом систему класификације, који је ближи Мајону него Сакс–Хорнбостелу. На пример, у Галпиновој књизи из 1937. године Уџбеник европских музичких инструмената, он наводи електрофоне са три поделе другог нивоа за генерисање звука ("осцилацијом", "електромагнетно", и "електростатично"), као и категорије трећег и четвртог нивоа засноване на методи контроле. Сам Сакс је предложио поткатегорије 51, 52 и 53, на странама 447–467 своје књиге из 1940. године Историја музичких инструмената.
Данашњи етномузиколози, као што су Маргарет Картоми и Елингсон (докторска дисертација, 1979, стр. 544), сугеришу да, у складу са духом оригиналне Хорнбостел–Сакс класификационе шеме, категоризације према ономе што прво производи почетни звук у инструменту, да само поткатегорија 53 треба да остане у категорији електрофона. Тако је недавно предложено да, на пример, оргуље (чак и ако користе електрични кључни систем за контролу соленоидних вентила) остану у категорији аерофона, и да електрична гитара остане у категорији кордофона, итд.

## Примена система
Изван три главне групе постоји неколико даљих нивоа класификације, тако да је ксилофон, на пример, у групи означеној са 111.212 (тачке се обично додају након сваке треће цифре да би се дуги бројеви лакше читали). Дуг класификациони број не значи нужно да је инструмент компликован. Бугле без вентила, на пример, има класификациони број 423.121.22, иако се генерално сматра релативно једноставним инструментом. Бројеви у класификацији бугле указују на следеће:
- 4 – аерофон
- 42 – вибрирајући ваздух је затворен унутар инструмента
- 423 – усне свирача директно узрокују вибрирање ваздуха (за разлику од инструмента са језичком као што је кларинет, или инструмента са ивицом, као што је флаута)
- 423.1 – усне свирача су једино средство за промену висине тона инструмента (то јест, нема вентила као на труби)
- 423.12 – инструмент је цеваст, а не инструмент типа шкољке
- 423.121 – свирач дува у крај цеви, а не у бочну страну цеви
- 423.121.2 – цев је савијена или преклопљена, а не равна
- 423.121.22 – инструмент има усник

423.121.22 не идентификује јединствено буглу, већ идентификује буглу као одређену врсту инструмента који има много заједничког са другим инструментима у истој класи. Други инструмент класификован као 423.121.22 је бронзани лур, инструмент који датира из бронзаног доба.

## Суфикси и сложени инструменти
Након броја описаног горе, може се додати неколико суфикса. 8 указује да инструмент има прикључену клавијатуру, док 9 указује да се инструмент механички покреће. Поред ових, постоји низ суфикса јединствених за сваку од група највишег нивоа који указују на детаље који се не сматрају кључним за основну природу инструмента. У класи мембранофона, на пример, суфикси могу указивати да ли је кожа бубња залепљена, закуцана или везана за тело; у класи кордофона, суфикси могу указивати да ли се жице трзају прстима или трзалицом, или се свирају гудалом.
Постоје начини за класификацију инструмената са овим системом чак и ако имају елементе из више од једне групе. Такви инструменти могу имати посебно дуге класификационе бројеве са двотачкама и цртицама које се користе поред бројева. Сами Хорнбостел и Сакс наводе случај различитих гајди где су неке цеви са једноструким језичком (као кларинет), а друге са двоструким језичком (као обоа). Постоји низ сличних сложених инструмената.